# The World of Oz
World of Oz was een Britse psychedelische popband, die in 1968 een naar zichzelf genoemde elpee uitbracht.

## Bezetting
- Christopher Robin Evans[2] (zang, gitaar)
- Tony Clarkson[3] (basgitaar)
- David 'Kube' Kubinec[4] (gitaar, orgel)
- David Reay[5] (drums)
- Geoff Nicholls[6] (orgel)
- Rob Moore (drums)
- Peter Beckett[7] (gitaar)

## Geschiedenis
De band werd geformeerd in januari 1968 en tekende bij Deram Records in februari 1968. Hun song The Muffin Man was een bescheiden hit in de Britse en Amerikaanse hitlijst en bereikte een 10e plaats in een aantal Europese steden, waaronder Nederland en België. Publiciteit voor de single in de Verenigde Staten werd geforceerd, omdat het marketingbudget beperkt was. De reden daarvan was, dat manager Barry Class de band verliet om de band The Foundations te managen.
Ondanks het gebrek van een hitsingle voor de Verenigde Staten, nam de band hun enige (gelijknamige) album op met een gewijzigde bezetting. De band werd ontbonden na de publicatie in 1969.
Ze maakten hun opwachting in het BBC-tv-programma Colour Me Pop op 8 maart 1969. Ook in 1969 waren ze een van de muzikale acts naast Karlheinz Stockhausen, Tristram Cary, Daphne Oram en anderen, getoond in de BBC tv-documentaire The Same Trade as Mozart van David Buckton tijdens de elektronische muziekproductie in de Workshop-series. Hun verschijning betrof de multi-track technieken die werden gebruikt in een van hun opnamesessies. Deze bijdrage werd niet bevestigd in de introductie van de programmacatalogus .

## Discografie

### Singles
- 1968: The Muffin Man / Peter's Birthday
- 1968: King Croesus / Jack
- 1969: Willow's Harp / Like a Tear
- 1969: The Hum Gum Tree / Beside The Fire (niet gepubliceerd)

### Albums
- 1969: The World of Oz